# Georges Bidault
Georges-Augustin Bidault (Moulins, Allier, 1899-1983 Cambo-les-Bains, Pirineos Atlánticos), político francés, presidente del gobierno provisional francés en 1946.
Estudió en La Sorbona, militó en las juventudes católicas y participó en las protestas contra el Pacto de Múnich de 1938. Cuando Francia fue ocupada por las tropas alemanas, fue brevemente arrestado. Una vez liberado en 1941, se unió inmediatamente a la Resistencia, dirigiendo con Jean Moulin la revista Combat. Ambos fundaron el Consejo Nacional de la Resistencia, del que fue elegido presidente cuando Moulin fue capturado por los nazis.
Formó parte de la delegación de la Resistencia francesa cuando las tropas aliadas liberaron París. Charles de Gaulle le nombró Ministro de Asuntos Exteriores y fundó el partido Movimiento Republicano Popular. En 1946 continuó como Ministro de Exteriores en el gobierno de Félix Gouin, sucediendo a este como jefe del gobierno provisional desde el 19 de junio hasta el 29 de noviembre de 1946, momento en que dejó el cargo en manos de Léon Blum.
Posteriormente fue nuevamente Ministro de Asuntos Exteriores desde 1947 hasta 1950, vicepresidente del Consejo (1950-1952), Ministro de Defensa (1951-1952) y Ministro de Asuntos Exteriores (1953-1954) en los gobiernos de Robert Schuman, Paul Ramadier, René Pleven y Edgar Faure. En 1954 se retiró, si bien fue nombrado brevemente jefe de gobierno otra vez en 1958, si bien no llegó a formarlo. Apoyó la subida al poder de Charles de Gaulle pero se opuso a su política en Argelia y organizó la Organización del Ejército Secreto (OAS). Por dicho motivo fue acusado en 1962 de conspirar contra el estado y hubo de exiliarse en Brasil hasta 1967, fecha en que volvió a Bélgica y el año siguiente a Francia, después de que se decretase una amnistía.
Permaneció preso en el campo de concentración de Miranda de Ebro (España).
| Predecesor: Félix Gouin | 45px Jefe del Gobierno provisional de Francia 1946 | Sucesor: Léon Blum |